# Sant Cugat del Vallès
Sant Cugat del Vallès (em catalão e oficialmente) ou San Cugat del Vallés (em castelhano) é um município da Espanha na comarca do Vallès Occidental, província de Barcelona, comunidade autónoma da Catalunha. Tem 48,2 km² de área e em 2021 tinha 94 012 habitantes (densidade: 1 950,5 hab./km²).
Na sua parte sul e sudeste faz fronteira com o município de Barcelona. Em 2017 era o oitavo município mais próspero de Espanha, com uma renda bruta média de 48 942 euros por habitante.